# EBO (software)
EBO is een softwareprogramma voor het bijhouden van de bezetting op emplacements. Het wordt gebruikt door ProRail en werd gemaakt door Erwin Dekker in de tijd van de railverkeersleiding. Doel van het programma is het bijhouden van spoorbezettingen op niet gecontroleerd gebied, ter ondersteuning van de treindienstleider met NCBG (Niet Centraal Bediend Gebied). In beginsel ontwikkeld voor de Kijfhoek (rangeerterrein) maar nu landelijk gebruikt onder andere in Roosendaal en Rotterdam. EBO is op de Betuweroute ondertussen vervangen door RMS (Rail Management Systeem).